# Buenia affinis
Buenia affinis är en fiskart som beskrevs av Iljin, 1930. Buenia affinis ingår i släktet Buenia och familjen smörbultsfiskar. IUCN kategoriserar arten globalt som livskraftig. Inga underarter finns listade.